# Museo de Cera (Guadalajara)
El Museo de Cera de Guadalajara está ubicado en el centro histórico de la ciudad de Guadalajara. Inaugurado el 26 de octubre de 1994, su propósito como museo es dar un entretenimiento para grandes y chicos donde se puede interactuar y distraerse con las obras que se exhiben.
Localizada en la Plaza de la Liberación, el museo cuenta con 12 salas y más de 130 figuras de cera entre deportistas, cantantes, actores, políticos, personajes religiosos. A partir de 2000 también existe una colección de Ripley, ¡aunque usted no lo crea!

## Personajes
En el museo se pueden encontrar distintos personajes, dentro de diversas salas ordenados por un parámetro específico. Entre algunos de ellos se encuentran:
- Lorena Ochoa
- Justin Bieber
- Aleks Syntek
- Bono
- Luis Miguel
- Juan Pablo II
- Francisco
- Barack Obama
- Enrique Peña Nieto
- Spider-Man
- Superman
- Gabriel García Márquez
- Salvador Dalí
- José Clemente Orozco
- Leonardo da Vinci
- José José
- Lisa Gherardini
- Ximena Navarrete
- Tenzin Gyatso
- Frida Kahlo
- Diego Rivera